# Тангале
Тангале (также тангле, билири; англ. tangale, tangle, biliri; самоназвание: táŋlɛ̀) — чадский народ, населяющий восточную часть Нигерии — холмистую местность, расположенную к северу от реки Бенуэ и к юго-востоку от реки Гонгола (районы Биллири, Калтунго, Акко, Баланга и Шонгом штата Гомбе). На этнической территории тангале находится административный центр штата Гомбе — город Гомбе. Область расселения тангале расположена рядом с ареалами народов болева (к северу от тангале), хауса (к западу), ваджа и тула (к востоку), а также с ареалами других, как правило, малочисленных этнических групп. Тангале родственны такие народы, как баде, болева, карекаре, нгизим и другие чадские народы северо-востока Нигерии.
По оценкам, опубликованным на сайте организации Joshua Project, численность народа тангале составляет около 253 000 человек.

## Общие сведения
Этносоциальная структура тангале характеризуется наличием централизованной власти. Резиденция правителя тангале находится в городе Калтунго. Помимо Калтунго к крупным населённым пунктам, в которых живут тангале, относят Туре, Шонгом (вблизи горы Тангале), Биллири, Баре, Тал и другие. По данным 1991 года, этническая территория тангале включала порядка 30 селений, расположенных между городами Биллири (на северо-западе) и Калтунго (на юго-востоке). Согласно сведениям, которые приводит Г. Юнграйтмайер, тангале мигрировали в область современного расселения с территории государства Борну, в процессе миграций в состав тангале был включён этнический компонент народа джукун. Тангале состоит из нескольких этнических групп: бангандже, термана, каларин, айя, попанди и других — в районе Калтунго; лапан, лайенге, бо и других — в районе Шонгом; панди, орам, балам, кве — в районе Туре и т. д. Каждая из групп состоит из кланов со своим тотемным животным (чёрный коршун, питон, бурая обезьяна и т. п.)

## Язык
Народ тангале говорит на языке тангале чадской семьи афразийской макросемьи. Данный язык известен также под названием «тангле», которое является самоназванием как языка, так и народа тангале (táŋlɛ̀), и «биллири» («билири»), которое является локальным лингвонимом — названием одного из наиболее крупных диалектов и одной из наиболее крупных этнических групп тангале. Область распространения языка тангале делится на два диалектных ареала: западный, представленный диалектом биллири, и восточный, в который входят диалекты калтунго, туре и шонгом. Согласно классификации чадских языков, предложенной американским лингвистом П. Ньюманом, язык тангале вместе с языками беле (бееле), боле (боланчи), дено, куби, галамбу, гера, герума, канакуру (дера), карекаре, кирфи, купто (кутто), квами (кваами), маха, нгамо, перо и пийя (пийя-квончи, вуркум) входит в группу боле (боле-тангале) западночадской языковой ветви. Численность говорящих на языке тангале, согласно данным, опубликованным в справочнике Ethnologue, составляет около 130 000 человек (1995). Как вторым языком тангале владеют также носители западночадского языка пийя-квончи и носители джукуноидного языка хоне. Письменность тангале основана на латинском алфавите.

## Религия
Большинство представителей народа тангале исповедует христианство (85 %), часть тангале исповедует ислам (10 %) и придерживается традиционных верований (5 %).